# Hawker Siddeley P.1127
Hawker P.1127 và Hawker Siddeley Kestrel FGA.1 là máy bay phản lực ném bom-tiêm kích VTOL đầu tiên, sau này chiếc Hawker Siddeley Harrier đã được phát triển dựa trên những thành tựu của chiếc P.1127 và Kestrel.

## Tổng quan
Vào năm 1957, Công ty Động cơ Bristol thông báo công ty Sidney Camm của hãng Hawker có một dự án hợp tác sử dụng động cơ phản lực của Olympus và Orpheus để sản xuất một máy bay phản lực cất cánh thẳng đứng (một ý tưởng được tiếp cận từ lý thuyết của Frenchman M. Wilbaut). Hawker chọn động cơ dự kiến làm cơ sở cho một máy bay đáp ứng được các đặc điểm kỹ thuật của một Máy bay hỗ trợ chiến thuật hạng nhẹ của NATO lúc bấy giờ. Lúc đó không có sự hỗ trợ tài chính nào để phát triển máy bay từ phía ngân sách, nhưng nó đã nhận được sự giúp đỡ từ phía Chương trình Phát triển Vũ khí chung (MWDP) của NATO, điều này đã giúp cho dự án tiếp tục được thực hiện, mặc dù Sách trắng Quốc phòng 1957 nhấn mạnh đến một số cột trụ chính cần được chú trọng phát triển, chính sách của sách trắng đã khiến cho rất nhiều dự án bị hủy bỏ. Vào năm 1958, Bộ tham mưu Không quân Anh đã biểu hiện một số sự quan tâm đến dự án, nhưng nguồn quỹ của MWDP đã không còn cung cấp dồi dào như trước - do khá nhiều tiền đã được dùng để nghiên cứu dự án máy bay cánh xòe cánh cụp Vickers Swallow. Một số kiểu mô hình của dự án đã được NASA chế tạo tại Langley Field. Vào tháng 4 năm 1959 một mẫu thử nghiệm chính thức được sản xuất và được các phi công thử nghiệm của Hawker điều khiển, những thông tin thu được đã được chuyển tới Mỹ để thêm kinh nghiệm trên mẫu thử nghiệm VTOL của Mỹ là Bell X-14.

## Phát triển

### P.1127

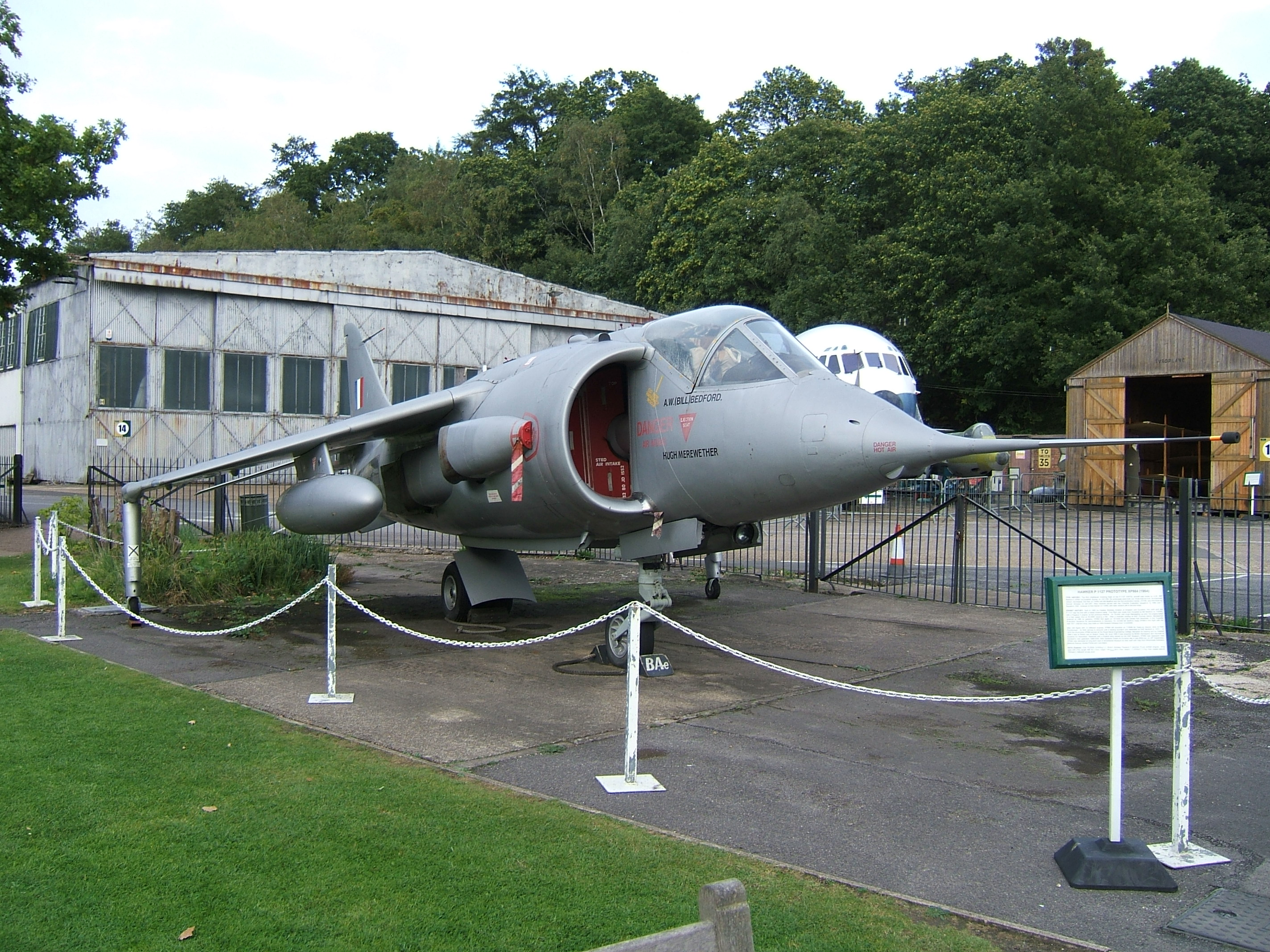
Mẫu thử nghiệm cuối cùng trong số 6 mẫu thử nghiệm P.1127 (XP984), sau đó đã được cải tiến thành mẫu thử nghiệm Kestrel đầu tiên với động cơ Pegasus 5 và cánh cụp về phía sau.

Mẫu thử nghiệm P.1127 đầu tiên được giao cho các đơn vị thử nghiệm vào tháng 7-1960, mẫu thử nghiệm này được dùng để thử sự nhiễu khí quyển của động cơ và kết nối trong tháng 10 cùng năm, động cơ của máy bay là loại Pegasus được thiết kế bởi Sir Stanley Hooker. Chuyến bay thử giới hạn đầu tiên cũng được thực hiện vào tháng 10, và chuyến bay trôi lơ lửng tự do được diễn ra vào tháng 11, sau đó các bức ảnh công khai về chiếc máy bay đã được in trên các tờ báo.
NATO lúc bấy giờ có đưa ra một tiêu chí đánh giá đặc điểm kỹ thuật đối với một máy bay VTOL có tên gọi là NBMR-3, một máy bay được kỳ vọng có được hiệu năng như F-4 Phantom cùng với khả năng VTOL. Hawker đã đưa ra một bản thiết kế phác họa các mẫu máy bay là P.1150, và mẫu siêu âm P.1127; cuối cùng mẫu P.1154 đã được lựa chọn cho chương trình NBMR-3. Sau đó mẫu P.1154 tiếp tục được phát triển cho đến khi kết thúc dự án với mẫu thử nghiệm chế tạo vào năm 1965.
4 mẫu thử nghiệm nữa đã được đặt chế tạo và chiếc P.1127 đầu tiên bay (với sự cất cánh theo quy ước) vào tháng 2-1961. Chuyến bay VTOL đầu tiên được thực hiện đầy đủ vào tháng 9-1961. Suốt thời kỳ động cwo Pegasus đã được cải tiến hiệu năng, động cơ Pegasus 3 có thể cung cấp lực đẩy là 15.000 lbf (67 kN). Vào năm 1963, một chuyến bay hạ cánh thẳng đứng đã được trình diễn trên tàu HMS Ark Royal, nhưng vào năm sau đó, mẫu thử nghiệm đầu tiên XP831 đã đâm xuống đất tại Triển lãm Hàng không Paris, không có ai thương vong.

### Kestrel FGA.1

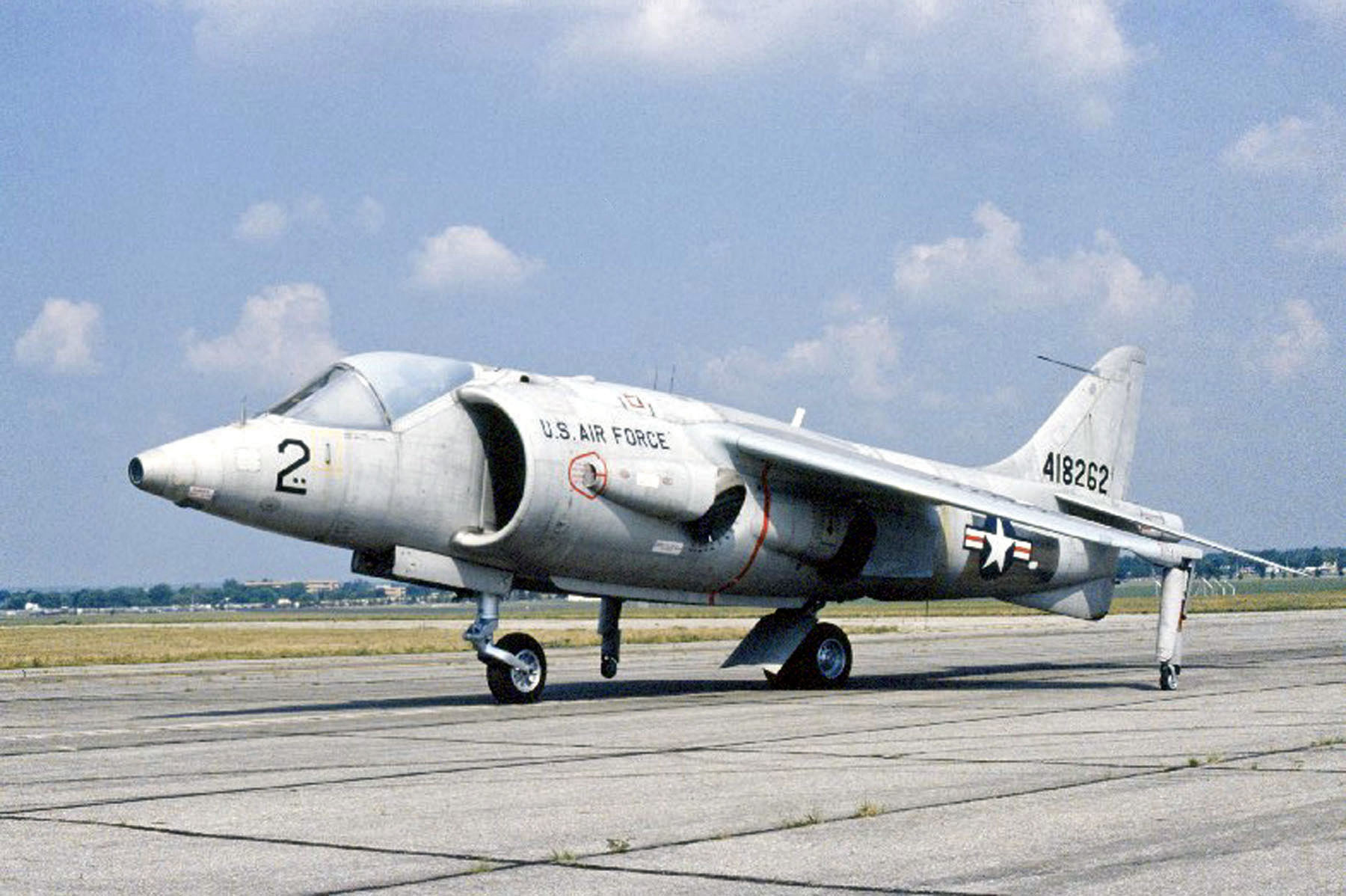
Hawker Siddeley XV-6A Kestrel trong màu cờ của USAF

9 máy bay đánh giá đã được đặt chế tạo với tên gọi là Hawker Siddeley Kestrel FGA.1, đây là một phiên bản cải tiến của P.1127, những chiếc máy bay này bay lần đầu tiên vào 7 tháng 3-1964. Kestrel có cánh cánh cụp về sau hoàn toàn và một cánh đuôi lớn hơn P.1127, và thân máy bay đã được sửa đổi để mang được động cơ Pegasus 6 lớn hơn, động cơ này có thể cung cấp được lực đẩy là 15.000 lbf (85 kN).
Vì sự quan tâm từ phía Hoa Kỳ và Đức, mà Phi đội Đánh giá Ba bên (TES) đã được thành lập, các phi công thử nghiệm đến từ Anh, Mỹ và Tây Đức. Sau thử nghiệm tại RAF West Raynham, trong thời gian này một máy bay đã bị mất, 8 chiếc máy bay đánh giá còn lại được chuyển tới Mỹ, chúng tiếp tục ước lượng đánh giá bởi lục quân, không quân và hải quân (bao gồm cả thủy quân lục chiến) với tên gọi là XV-6A Kestrel. Sau khi được 3 bên đánh giá, chúng đã được chuyển cho không quân Mỹ để đánh giá hơn nữa tại Căn cứ Không quân Edwards

### P.1127(RAF)
Vào thời điểm phát triển của P.1127, Hawker đã thiết kế một phiên bản siêu âm, có tên gọi là Hawker P.1154. Sau đó nó đã hủy bỏ vào năm 1965, RAF sau đó bắt đầu quan tâm đến một sự nâng cấp đơn giản của Kestrel với tên gọi là P.1127(RAF).
Vào giữa năm 1966, P.1127(RAF) đã được đặt chế tạo bởi RAF với tên gọi chính thức là Hawker Siddeley Harrier GR.1, và nó thực hiện chuyến bay đầu tiên vào năm sau đó.

## Những chiếc còn lại
3 mẫu thử nghiệm vẫn còn tồn tại cho đến ngày nay, và một trong số chúng, XP984, đang được trưng bày tại bảo tàng Brooklands, Surrey.

## Xuất hiện trên TV
1 chiếc P.1127 và 1 chiếc Kestrel, hóa trang như một máy bay, đã xuất hiện vào năm 1966 trong chương trình Flight Plan thuộc series TV của Roger Moore mang tên The Saint. Cốt truyện là một chiếc P.1127/Kestrel (gọi là Osprey trong chương trình) bị trộm và bay ra đằng sau Bức màn Sắt bởi phi công của RAF là William Gaunt.

## Thông số kỹ thuật (Kestrel FGA.1)

### Đặc điểm riêng
- Phi đoàn: 1
- Chiều dài: 42 ft 6 in (12.95 m)
- Sải cánh: 22 ft 11 in (6.99 m)
- Chiều cao: 10 ft 9 in (3.28 m)
- Diện tích cánh: 10.000 lb (4.500 kg)
- Trọng lượng rỗng: 15.000 lb (6.800 kg)
- Trọng lượng cất cánh: 17.000 lb (7.700 kg)
- Trọng lượng cất cánh tối đa:
- Động cơ: 1× động cơ phản lực chỉnh hướng phụt Bristol Siddeley Pegasus 6, 15.000 lbf (67 kN)

### Hiệu suất bay
- Vận tốc cực đại: 545 mph Mach 0.97 (1.010 km/h)
- Tầm bay:
- Trần bay: 55.000 ft (16.700 m)
- Vận tốc lên cao: 20.000 ft/phút (6.700 m/phút)
- Lực nâng của cánh: n/a
- Lực đẩy/trọng lượng: 0.40 (3.9)

## Nội dung liên quan

### Máy bay có cùng sự phát triển
- Hawker Siddeley Harrier
- Hawker P.1154

### Máy bay có tính năng tương đương
- Bell X-14
- Hunting H.126
- Yakovlev Yak-36

### Danh sách tiếp theo
- ← P.1124 - P.1125 - P.1126 - P.1127 - P.1128 - P.1129 - P.1130 →
- ← XV-3 - XV-4 - XV-5 - XV-6 - CV-7 - XV-8/AV-8 - XV-9 →